# Terčí Huť
Terčí Huť (něm. Theresienhütte) je zaniklá osada Lužnice (dnes části Pohorské Vsi), rozkládající se v lesích Novohradských hor, nedaleko Žofínského pralesa, při bažinaté oblasti zvané Jitronická luka, u Huťského rybníka.

## Historie
Zřejmě v roce 1764 byla na východním okraji osady založena sklárna, s jistotou datovaná k roku 1770. Jejím zakladatelem byl majitel panství hrabě Johann Buquoy, jméno jí dal podle své manželky Therese a nájemce se stal huťmistr Josef Schreiner. Od roku 1784 nesla osada podle nového nájemce, Wenzla Fürlingera, název Fürlingerhäuseln. Ve stejném roce byl na Jitronickém potoce vybudován Huťský rybník, jehož se využívalo k plavení dřeva. Za Wenzla Schreinera došlo v roce 1797 nebo 1798 k uzavření sklárny a skláře v osadě nahradili dřevorubci. K roku 1900 je zde uváděno 43 obyvatel ve 4 domech. Za druhé světové války zde fungoval zajatecký tábor. Po roce 1945 došlo k odsunutí místních německých obyvatel a v 50. letech, po vybudování hraničního pásma, osada zanikla.

## Okolní osady
- Janovy Hutě
- Skleněné Hutě
- Stříbrné Hutě